# Saleh Younous
 (novembre 2020).
Saleh Younous est un criminel tchadien, né le 1er janvier 1949 à Faya-Largeau. Il a été condamné en 2015 à la prison à perpétuité pour torture et meurtre, pour des faits perpétrés à la fin des années 1980 alors qu'il dirigeait la Direction de la documentation et de la sécurité du régime répressif d'Hissène Habré.

## Rôle
Il a été le premier directeur de la Direction de la documentation et de la sécurité (DDS), entre avril 1983 et mai 1987, sous le régime répressif de Hissène Habré, condamné à l'emprisonnement à perpétuité pour crimes contre l'humanité et torture dans les juridictions sénégalaises.
En tant que directeur de la DDS, Younous a supervisé à N'Djaména les opérations d'arrestation et de torture entreprises par la Brigade spéciale d'intervention rapide (BSIR), qui a mené les interrogatoires. En outre, Younous a été désigné par plusieurs victimes comme l'auteur d'actes de torture.

## Commission d'enquête
En 1990, après le départ du Président Hissène Habré du pouvoir, le nouveau Président Idriss Deby a créé une commission nationale d'enquête, dont le rapport a été publié en mai 1992, après 17 mois de travail.

## Procédure judiciaire
En 2000, les victimes ont porté plainte devant les tribunaux tchadiens contre Saleh Younous. Le Tchad ne l'a jugé que lorsque les choses ont évolué en 2014, en raison d'une procédure parallèle devant les Chambres extraordinaires d'Afrique au sein des juridictions sénégalaises.
N'Djaména a remporté une bataille juridique contre les Chambres africaines extraordinaires : Saleh Younous et Mahamat Djibrine (El Djonto) ne seront pas transférés à Dakar comme le souhaitait l'organe judiciaire.
Younous a affirmé que le président Hissène Habré n'a jamais assisté aux interrogatoires, que certaines victimes se sont contredites et ne sont jamais allées dans les locaux de la DDS.
Avec six autres responsables de la sécurité sous Hissène Habré, Saleh Younous a été condamné à la prison à vie pour torture et meurtre,.